# Paul Harding
Paul Harding (* 19. prosince 1967, Spojené státy americké) je americký spisovatel, nositel Pulitzerovy ceny za beletrii.

## Život a dílo
Narodil se poblíž Bostonu, vyrostl ve městě Wenham ve státě Massachusetts. Po střední škole navštěvoval Univerzitu v Massachusetts Amherst, kde získal bakalářský titul (BA). Po ukončení studia se stal jedním ze zakladatelů nezávislé rockové kapely Cold Water Flat. Jako bubeník podnikal se skupinou turné po USA a Evropě, v polovině devadesátých let se skupina rozpadla. Poté navštěvoval Iowskou spisovatelskou dílnu, kde vyučovala například spisovatelka Marilynne Robinsonová, tam získal magisterský titul (MFA). Po absolvování se stal lektorem tvůrčího psaní, vyučoval na Harvardově univerzitě a Univerzitě v Iowě. Získal Guggenheimovo stipendium, byl stipendistou Fine Arts Work Center v Provincetownu. Vyučuje na Stony Brook Southampton.
Jeho debutový román Tuláci (Tinkers) vyšel v roce 2009, za román získal v roce 2010 Pulitzerovu cenu, v témže roce také Cenu PEN/Robert W. Bingham, román byl oceněn jako Bestseller The New York Times. V roce 2012 získal Harding Cenu Fernanda Pivano. V roce 2013 vyšel jeho druhý román Enon.